# Bertran de Gourdon
Bertran de Gourdon, , anche scritto Bertran de Gordo o Bertram de Gordon o Bertrand de Gordon, italianizzato in Bertrando di Gordo(n)(e) (fl. 1209-1231), è stato signore di Gourdon, cavaliere e trovatore.
Inizialmente partigiano di Raimondo VI di Tolosa nella guerra tra la crociata albigese e il baronato della Linguadoca, Bertran cambia fronte e rende omaggio per le sue terre a Filippo II di Francia nel dicembre del 1211. Allude a questo in una cobla del 1212, una risposta alla critica di un certo Mahieu o Matheus (non Mathieu de Caerci) che lo accusa di "essersi venduto" ai francesi. Bertran si arrende subito ai crociati sotto Simon de Montfort nel maggio del 1218 a cui rende omaggio per i suoi possedimenti. 
Bertran scrive una tenzone comica, ovvero nella forma di una discussione poetica, con Peire Raimon de Tolosa, adesso conosciuto dall'incipit Totz tos afars es nienz. Datata prima del 1211 da Joseph Anglade in base al fatto che Bertran non si trovasse ancora probabilmente in contrasto con i suoi colleghi baroni meridionali, se egli svolgeva, come Anglade sospetta, il ruolo di ospitante e mecenate di Peire Raimon, il quale aveva appena lasciata di recente la corte di Tolosa, il principale nemico della corona francese.

## Fonti
- (FR)  Anglade, Joseph (1920). Poésies du troubadour Peire Raimon de Toulouse: Texte et traduction.
- (FR)  Jeanroy, Alfred (1934). La poésie lyrique des troubadours. Toulouse: Privat.